# Simpson Tide
«Simpson Tide» (с англ. — «Симпсон на флоте») — девятнадцатый эпизод девятого сезона мультсериала «Симпсоны». Впервые вышел в эфир 29 марта 1998 года. Сценарий написали Джошуа Стернин и Джеффри Вентимилья, а режиссёром серии стал Мильтон Грэй.

## Сюжет
У Гомера, Карла и Ленни возникла проблема — у них остался только один пончик. Гомер решает его увеличить, положив его в реактор, но это приводит к взрыву реактора. За это мистер Бернс увольняет Гомера. Гомер не знал, что ему делать, пока не увидел по телевизору рекламу Морской службы и, в частности, Морского резерва. Гомер решает сразу же туда поступить. Вместе с ним на службу отправляются Барни, Мо и Апу. Хотя Гомер сразу начинает своей беспечностью злить начальника своего отряда, его всё равно принимают со всеми во флот. А тем временем Милхаус прокалывает себе ухо и становится популярней Барта. Барт решает не упустить свою славу и тоже прокалывает себе ухо, но на следующий день с ужасом понимает, что это успели сделать все его одноклассники.
Гомер быстро вживается в роль морского резервиста, получая разные льготы за свою должность. Вскоре Гомера вместе с друзьями отправляют на ядерную подводную лодку. Доверчивый капитан делает Гомера главным, не думая о последствиях: капитан отправился прочищать одну из засоренных торпед, а Гомер, завидев врага, сразу дал сигнал «пли», выстрелив капитаном. Сами же враги, недолго думая, выстрелили по Гомеру настоящими торпедами. Гомер без всяких приспособлений пытается довести субмарину до Спрингфилда, и ему почти удается, но в самый последний момент он резко поворачивает вправо и доплывает до вод России. Представитель России в ООН говорит, что «Советский Союз отпустит Ваше судно». На замечание о том, что Советский Союз распался, поняв, что проговорился, он отвечает: «Мы хотели, чтобы вы так думали!», и Россия снова становится Советским Союзом — из-под флага хиппи выпадает серп и молот, из аттракционов выезжают танки, вырастает Берлинская стена, а в мавзолее оживает Ленин. Американцы сбрасывают на субмарину мины, и одна из них делает пробоину. Гомер уверен, что им конец, и советует команде подумать о своих родных. Самому Гомеру вспоминается Барт с сережкой. Мальчик советует Гомеру заткнуть пробоину сережкой, которую Гомер отобрал у него перед отплытием. Гомер слушает свой внутренний голос и закрывает пробоину. Но, всплыв на поверхность, Гомер оказывается меж двух огней — американцами, японцами, китайцами, викингами и даже пингвинами! Гомера спасает фраза «Я сегодня первый день на работе», ранее чуть не спасшая его от увольнения на АЭС. Гомера отпускают домой, а там с позором увольняют из флота. Но Гомер и так доволен, ведь он чудом избежал смерти, и помог ему именно Барт, который тут же просит у отца сделать себе татуировку, вдруг пригодится.

## Производство
«Simpson Tide» был одним из двух эпизодов девятого сезона, который был исполнительным продюсерами Эл Джином и Майком Рейссом, которые вместе были шоураннерами для третьего и четвёртого сезонов. Хотя Джин позже вернулся, чтобы вести шоу с тринадцатого сезона, это был последний эпизод, для которого Рейсс получил в титрах упоминание в качестве исполнительного продюсера. Джошуа Стернин и Дженнифер Вентимилия, сценаристы эпизода, в то время работали над шоу Джиан и Рейсса «Критик» и предложили эпизод, в котором Гомер вступает в резерве ВМС. Хотя эпизод частично основан на фильме «Багровый прилив», первоначальная идея эпизода была сделана до выхода фильма. После выхода фильма сценаристы решили начать включать отрывки из него в сценарий. В первоначальном варианте сценария Барт пробрался на борт подлодки вместе с Гомером. Они пытались сделать это «ради комедии», но не смогли заставить черновик работать, поэтому его вырезали. Им было трудно придумать, как вытащить капитана из подлодки, и в конце концов они решили выстрелить в него из торпедного аппарата. В комментариях к DVD Эл Джин говорит, что Стайгер утверждал, что он действительно однажды застрял в торпедном аппарате, но сюжетный ход не был связан с его опытом.
Инструктора по строевой подготовке ВМС, а также диктора «Театра эксплуатации» озвучил Майкл Кэррингтон, который написал сценарий к эпизоду четвёртого сезона «Тройное шунтирование Гомера» и озвучил Сайдшоу Рахима в «Я люблю Лизу» в том же сезоне. Боб Денвер озвучивает себя в этом эпизоде, а режиссёром эпизода стал Майк Рейсс. Род Стайгер был приглашён на роль капитана.

## Культурные ссылки
Многие части эпизода, включая название, отсылают к фильму 1995 года «Багровый прилив». Капитан подводной лодки основан на капитане Фрэнке Рэмси, персонаже фильма, которого сыграл Джин Хэкмен.  Гомер упоминает, что его и его друзей, вступающих в ВМС, это похоже на «Охотник на оленей», а сцена с «русской рулеткой» из фильма позже была спародирована. Сцена, где Гомеру и остальным бреют волосы, и последующие сцены в тренировочном лагере вдохновлены Цельнометаллической оболочкой. Прямо перед погружением подлодки играет песня «In the Navy», и можно увидеть танцующих Village People. Капитана подводной лодки зовут Капитан Тенилль, что является отсылкой к музыкальному дуэту Капитана и Тенилля. Находясь на борту подводной лодки, Гомер называет одного из членов экипажа мистера Сулу, что является отсылкой к персонажу «Звёздный путь». Дедушка Симпсон утверждает, что напал на Джона Ф. Кеннеди на PT-109, когда Кеннеди заявил: «Я — берлинец», из-за чего дедушка принял его за нациста.
Открывающая заставка на диване — это воссоздание анимированной заставки Рокки и Буллвинкль, которая появляется в конце каждой короткометражки Буллвинкля. Сопровождающая её музыка также адаптирована из оригинальной музыки в заставке. В начальной сцене Гомеру снится, что он находится на «планете пончиков» и на уголовном процессе, похожем на тот, что был в фильме «Планета обезьян».
В ретроспективном обзоре 2015 года Кайл Райан из The A.V. Club назвал «Simpson Tide» «самым эпизодом 90-х годов» из-за ряда современных отсылок. Ветеран говорит, что потерял глаз в результате несчастного случая, связанного с выпивкой на Гаити; Операция «Поддержка демократии» была американской интервенцией в эту карибскую страну в 1994 году. Вербовщик ВМС ссылается на недавнюю кончину «Не спрашивай, не говори», а должностному лицу военного трибунала Гомера были предъявлены обвинения в скандале Тейлхука. В своём воображении Гомер восклицает цитату Родни Кинга: «Разве мы все не можем просто ужиться?». Гомер верит, что может выключить свет, хлопнув в ладоши, несмотря на то, что у него нет хлопушки. Барту прокалывают ухо в торговом центре, где каждый магазин превращается в Starbucks; Рейсс сказал, что некоторые аниматоры в то время не знали о дальнейшей судьбе Барта во франшизе. Мо говорит, что «смешанные напитки мокко и Дэвид Швиммер» сейчас «в моде». Главными героями USO Tour являются Боб Хоуп и Синди Кроуфорд, а в Naval Reserve Tour — Боб Денвер и Синди Уильямс. Барт поёт отрывок из песни «Do the Bartman», и Ральф Виггам комментирует, что это «настолько похоже на песню из 1991 года», когда был выпущен видеоклип на эту песню.

### «Прогноз» российско-украинского кризиса
В 2014 году утверждалось, что шутка о возрождении Советского Союза в этом эпизоде предсказала недавнюю Российскую аннексию Крыма со стороны Украины. После российского вторжения в Украину в феврале 2022 года начали распространяться слухи о том, что шутка также предсказывала начало войны между Россией и Украиной, которые ранее входили в состав Советского Союза. В интервью Hollywood Reporter шоураннер «Симпсонов» Эл Джин отреагировал на слухи о предсказаниях, заявив, что шутка 24-летнего мужчины была «очень грустной» и что «есть своего рода предсказание, в котором мы ссылаемся на то, что уже произошло, и оно происходит снова — мы надеемся, что этого не произойдет, но, к сожалению, это происходит». Помимо приказа о военном вторжении России на Украину, российский лидер Владимир Путин, которого Жан обвинил в росте напряженности, ранее также предпринимал попытки вмешаться в дела других бывших советских республик, ещё одним примером является война в Грузии в 2008 году. Жан также написал в своём аккаунте в Twitter: «Очень грустно осознавать, что это было нетрудно предсказать».

## Критика
В своей оригинальной трансляции «Simpson Tide» занял 29-е место в рейтинге за неделю с 23 по 29 марта 1998 года с рейтингом Нильсена 9,2, что эквивалентно примерно 9,0 миллионам домохозяйств, которые смотрели сериал. Это было второе по рейтингу шоу на канале Fox на той неделе после «секретных материалов».
Говорят, что Майкл Шиффер, один из сценаристов фильма «Багровый прилив», получил удовольствие от этого эпизода. Майк Рейсс считает, что сцена, в которой Россия возвращается к статусу Советского Союза, «самое безумное из всего, что было в этом сериале». Авторы книги «Не могу поверить, что это более обширное и качественно обновленное неофициальное руководство по «Симпсонам»» Уоррен Мартин и Эдриан Вуд назвали эпизод «довольно прямолинейным эпизодом, где больше всего смеха вызывает то, что Гомер умеет разговаривать с пингвинами, а Барт пытается произвести впечатление на своих одноклассников, изображая Бартмена».
В своём ретроспективном обзоре 2015 года для The A.V. Club Кайл Райан сказал, что эпизод заслуживает упоминания как часть "золотой эры" шоу за его частые шутки, а также за хорошо написанную структуру, несмотря на его необычный сюжет. Он похвалил то, как Гомер пытается избежать неприятностей в начале и конце эпизода, говоря, что это его первый рабочий день.